# Ecoleto
Um ecoleto é uma variedade linguística única em uma casa (do grego eco (oikos), casa, como em economia ou ecologia, e leto, linguagem). Um ecoleto provavelmente evolui de um idioleto, que é específico de um indivíduo, quando outros familiares adotam as palavras e frases únicas daquele indivíduo, que são usadas por casas ao redor ou pela comunidade em geral. (A palavra ecoleto é um neologismo.)

## Referência
- Contemporary Canadian Poetry from the Edge: An Exploration of Literary Eco-criticism, de Gabriele Helms